# Jay Hart
Jay Hart (* 20. Jahrhundert) ist ein Szenenbildner, der seit 1992 im Filmgeschäft tätig ist.

## Leben
Seine erste Anstellung beim Film als Set-Dekorateur erhielt er 1992 in dem Film Wayne’s World, gefolgt von Fäuste – Du mußt um Dein Recht kämpfen. Bei der Oscarverleihung 1998 erhielt Hart gemeinsam mit Jeannine C. Oppewall eine Nominierung in der Kategorie Bestes Szenenbild für L.A. Confidential, musste sich aber den Szenenbildnern von Titanic geschlagen geben. Im Folgejahr erhielten die beiden bei der Oscarverleihung 1999 für ihre szenografischen Leistungen in dem Film Pleasantville – Zu schön, um wahr zu sein abermals eine Nominierung, konnten sich aber auch diesmal nicht gegen die Konkurrenz durchsetzen.
Für Black Panther erhielt er zusammen mit Hannah Beachler den Oscar in der Kategorie Bestes Szenenbild.

## Filmografie (Auswahl)
- 1992: Wayne’s World
- 1992: Fäuste – Du mußt um Dein Recht kämpfen (Gladiator)
- 1993: Forever Young
- 1993: Die Coneheads (Coneheads)
- 1993: Wayne’s World 2
- 1997: L.A. Confidential
- 1998: Pleasantville – Zu schön, um wahr zu sein (Pleasantville)
- 1999: Ganz normal verliebt (The Other Sister)
- 1999: Fight Club
- 2000: Die WonderBoys (Wonder Boys)
- 2001: Passwort: Swordfish (Swordfish)
- 2003: Terminator 3 – Rebellion der Maschinen (Terminator 3: Rise of the Machines)
- 2004: Spider-Man 2
- 2005: Wo die Liebe hinfällt … (Rumor Has It…)
- 2007: Die Eisprinzen (Blades of Glory)
- 2007: Todeszug nach Yuma (3:10 to Yuma)
- 2008: The Happening
- 2010: Auftrag Rache (Edge of Darkness)
- 2010: Date Night – Gangster für eine Nacht (Date Night)
- 2010: Knight and Day
- 2011: Machine Gun Preacher
- 2015: Terminator: Genisys (Terminator Genisys)
- 2016: Independence Day: Wiederkehr (Independence Day: Resurgence)
- 2017: Guardians of the Galaxy Vol. 2
- 2018: Black Panther